# Clara Harris
Pour les articles homonymes, voir Harris.
Clara Harris (9 septembre 1834 - 23 décembre 1883) fut un témoin direct de l'assassinat d'Abraham Lincoln le 14 avril 1865 au théâtre Ford à Washington, DC. Elle avait été invitée dans la loge présidentielle et s'y trouvait en compagnie du couple Lincoln et de son fiancé le Major Henry Rathbone, lorsque John Wilkes Booth tira sur le président.
Clara était la fille du sénateur Ira Harris. Elle épousa son fiancé Henry Rathbone le 11 juillet 1867. Ils eurent trois enfants. En 1882, elle s'installa en Allemagne, où son époux avait été nommé consul des États-Unis au Royaume de Hanovre. Cependant, Rathbone, devenu dément, assassina Clara et tenta de tuer ses enfants le 23 décembre 1883. Les orphelins furent ensuite élevés par leur oncle William Harris. L'un d'entre eux, Henry Riggs Rathbone (1870-1928), devint membre de la Chambre des représentants des États-Unis pour l'État de l'Illinois, de 1923, jusqu'à sa mort en 1928.

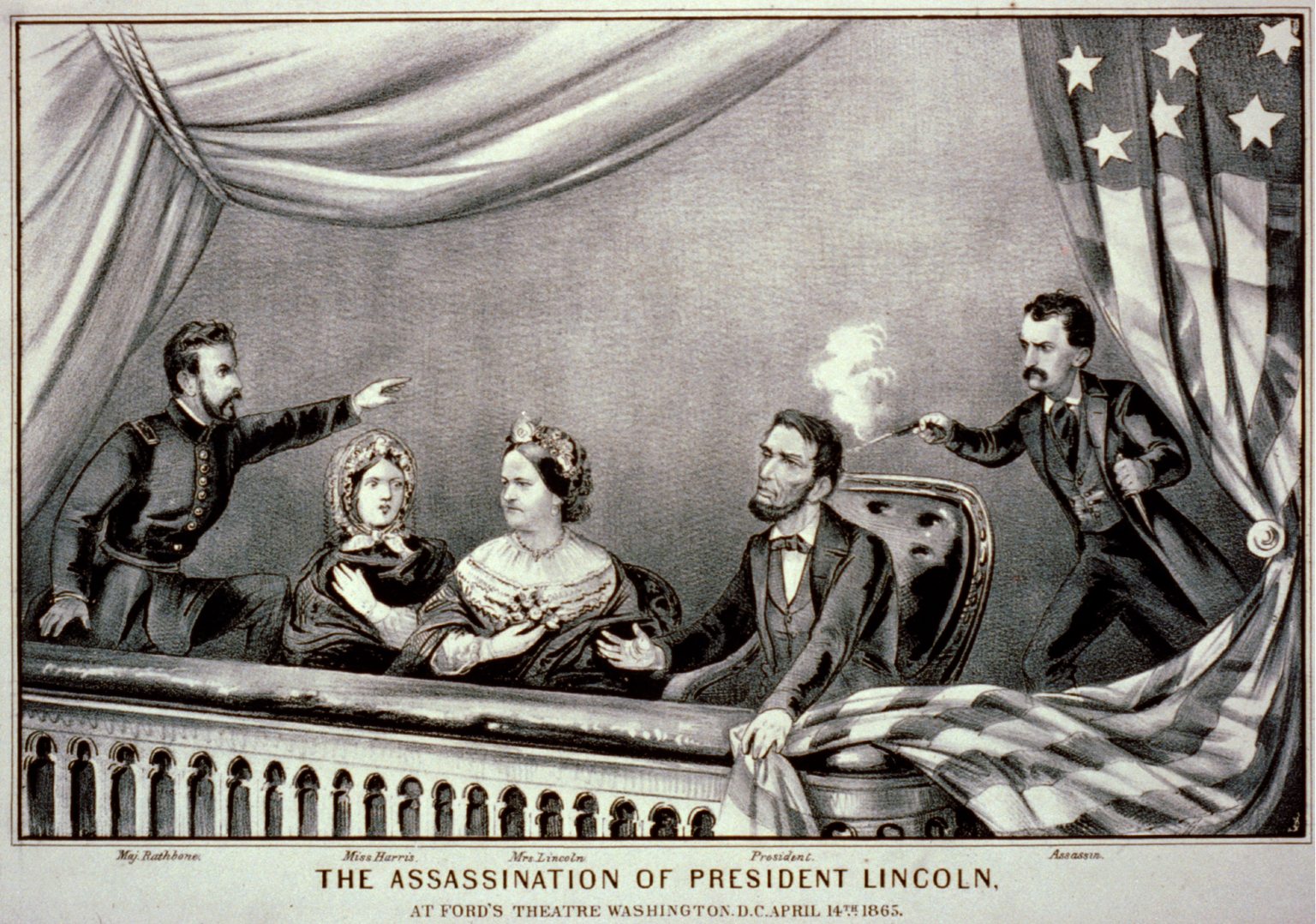
Assassinat d'Abraham Lincoln
de gauche à droite: Henry Rathbone, Clara Harris, Mary Todd Lincoln, Abraham Lincoln et John Wilkes Booth. Gravure de Currier and Ives.

## Postérité
En 2008, c'est l'actrice Lysette Anthony qui interpréta le rôle de Clara Harris dans le livre audio Assassin in the Limelight de la série britannique Doctor Who.

## Source
- Richard Bak, The day Lincoln was shot, Dallas, Tex. : Taylor Pub., 1998.  (ISBN 9780878332007)